# Кава (Судан)
Кава (араб. الكوة) — місто між 3-м і 4-м порогами Нілу, на його правому березі.

## Історія
Було засновано, імовірно, за часів Середнього царства, (XX століття до н. е.) поселення перебудував фараон Аменхотеп III та його наступник Аменхотеп IV Ехнатон у XV столітті до н. е. У 1930—1931 та 1935—1936 роках експедиція Оксфордського університету (Велика Британія) розкрила у Каві храми, споруджені Тутанхамоном і царями Кушу («Великий» храм Тахарки). Виявлені написи, що містять відомості про політику й події часів правління деяких царів Напати (Тахарки, Аманінетеієріке).

## Галерея

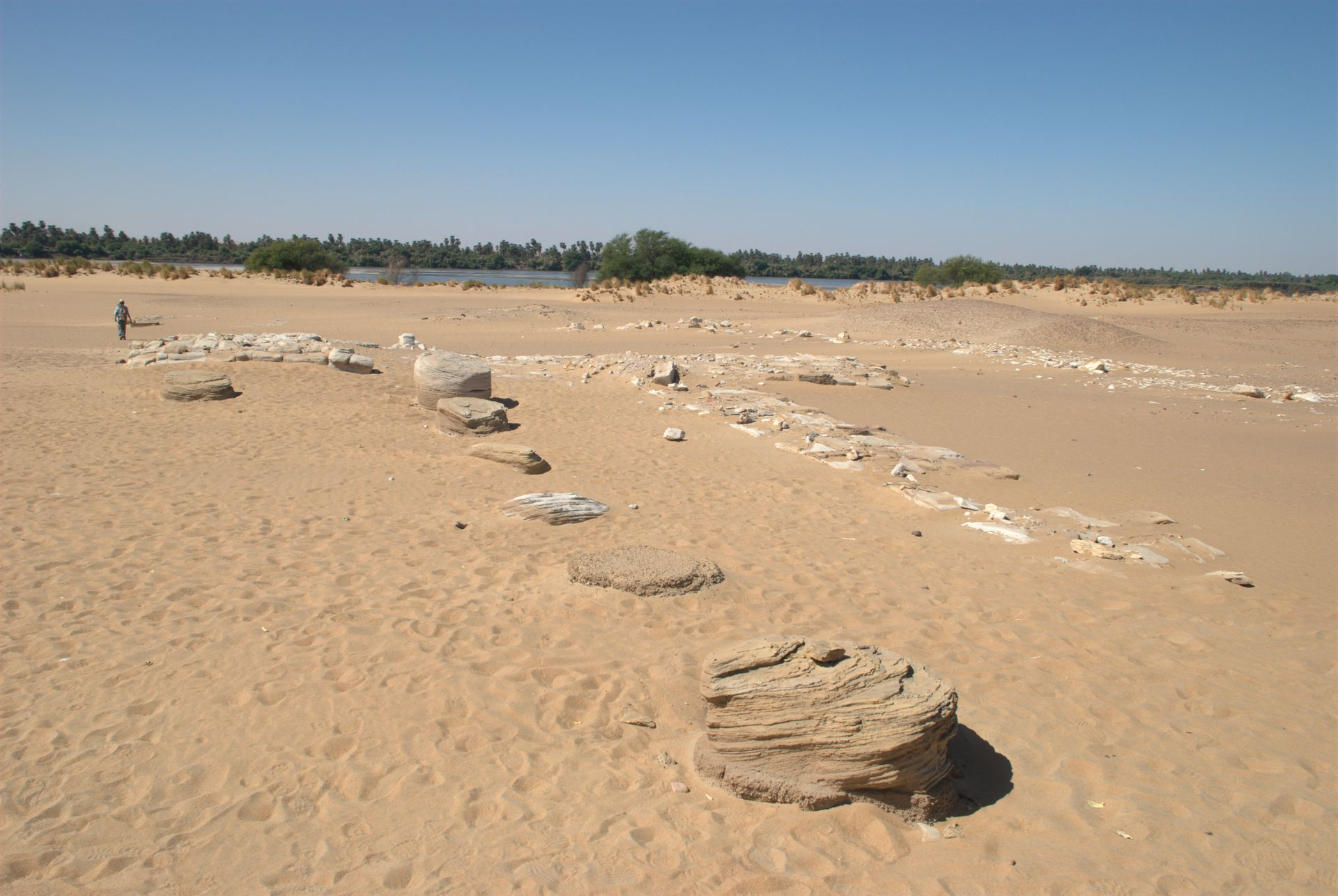
Рештки храму Амона
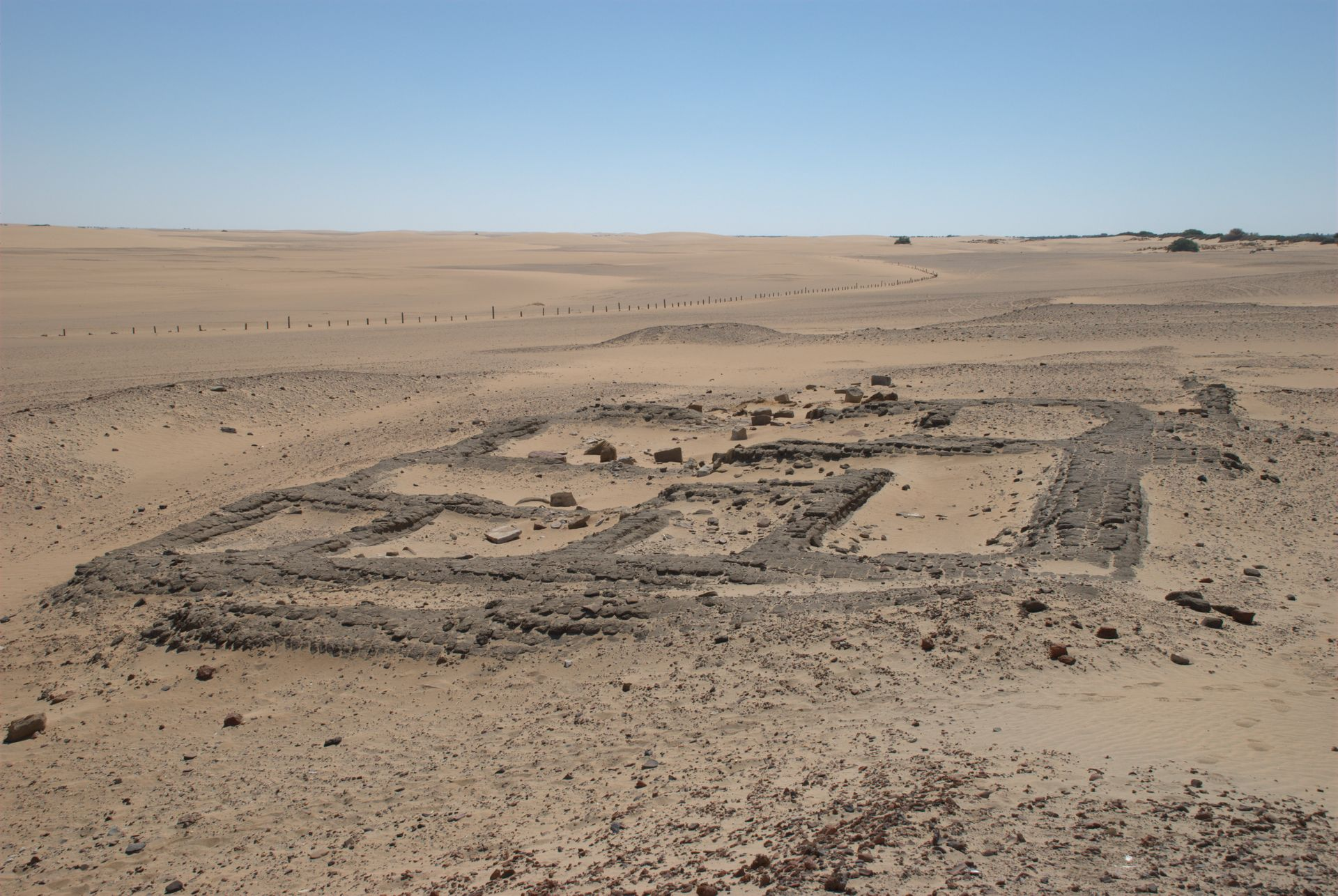
Розкопки глиняних будівель